# Juncus tingitanus
Juncus tingitanus är en tågväxtart som beskrevs av René Charles Maire och Marc Weiller. Juncus tingitanus ingår i släktet tåg, och familjen tågväxter. Inga underarter finns listade i Catalogue of Life.